# Cazuza - Pro Dia Nascer Feliz, o Musical
Cazuza - Pro Dia Nascer Feliz, o Musical é uma peça do teatro musical brasileiro que estreou em 2013. A peça apresenta a biografia e os sucessos do cantor Cazuza. Até julho de 2014, o musical foi apresentado em treze cidades brasileiras e até abril de 2015 foi assistido por mais de 200 mil pessoas. Em 21 de junho de 2015 foi apresentado gratuitamente no Memorial da América Latina.

## Produção
Antes dos testes para o papel de Cazuza, o diretor João Fonseca pensava em Emílio Dantas para interpretar:
Sem tempo para se preparar para o teste, Dantas assistiu a vídeos de shows e entrevistas de Cazuza.

## Elenco
- Emílio Dantas - Cazuza
- Susana Ribeiro - Lucinha Araújo
- Marcelo Várzea - João Araújo
- Brenda Nadler - Bebel Gilberto
- Thiago Machado - Frejat
- André Dias - Ezequiel Neves
- Fabiano Medeiros - Ney Matogrosso/Guto Graça Mello/Dr. Sheldon Wolf
- Bruno Narchi - Serginho Maciel/Alternante Cazuza
- Bruno Sigrist - Guto Goffi [7]
- Oscar Fabião - Maurício Barros/Sub Serginho/Swing Masculino
- Marcelo Ferrari - Dé Palmeira
- Dezo Mota - Caetano Veloso/Leo Netto
- Sheila Matos - Tereza/Mãe/Enfermeira/Sub Lucinha Araújo
- Carol Dezani - Yara Neiva/Vizinha/Médica/Feia/Swing Feminino
- Igor Miranda - Zeca Camargo/Traficante/Repórter/Swing Masculino
- Carlos Leça - Swing Masculino
- Gabriel Malo - Swing Masculino[8]
- Diego Montez

## Números musicais
| Ato 1 - "Abertura" - "Exagerado" - "Largado no Mundo" - "Pro Dia Nascer Feliz" - "Odara" - "Vem Comigo" - "Bete Balanço" - "Eu Preciso Dizer Que Te Amo" - "Rock'n Geral" - "Down em Mim" - "Bilhetinho Azul" - "Carente Profissional" - "Pro Dia Nascer Feliz (Reprise)" - "Todo Amor Que Houver Nessa Vida" - "Faz Parte do Meu Show" - "Maior Abandonado" - "Por que a Gente é Assim?" - "Eu Queria Ter Uma Bomba" - "Cobaias de Deus" - "Mal Nenhum" - "Mais Feliz" | Ato 2 - "Ideologia" - "Codinome Beija-flor" - "Malandragem" - "Blues da Piedade" - "Brasil" - "O Tempo Não Pára" - "Poema" - "Vida Louca Vida" - "Sorte ou Azar" - "Brasil (Reprise)" |

## Recepção
Leonardo Torres, em sua crítica para o Teatro em Cena escreveu: "A vida do Cazuza é o roteiro perfeito (...) era basicamente organizar e emendar os fatos. Não havia muita chance de erro. Ele [o roteirista Aloisio de Abreu] optou por dois atos – um para a ascensão da carreira, outro para a degeneração decorrente da AIDS – o que funcionou no palco. (...) O espetáculo que é visto com certeza diverte e emociona. (...) A luz de Daniela Sanches e Paulo Nenem também colabora para a pontuação das sensações e da carga emocional de cada cena. (...) O elenco, de uma maneira geral, está de parabéns. É harmônico e coeso (...) Os figurinos (...) e os cenários também contribuem muito para o trabalho dos atores. As roupas pontuam muito o estado de espírito das cenas, com cores mais vibrantes ou mais frias. A maquiagem da fase terminal do protagonista é comovente e convincente (...) Já o cenário é único, porém produtivo, responsável por dar movimento ao elenco, que sobe e desce as plataformas, aproveitando bem o espaço. As coreografias (de Alex Neoral), especificamente, utilizam muito o que tem a seu dispor."
Miguel Anunciação, do Teatro Jornal também publicou uma revisão positiva, dizendo que o musical "é um programa e tanto. De agradar a quem basta apenas o entretenimento e a quem exige do teatro mais que um punhado de situações hilárias e/ou de nomes globais. A todos, o espetáculo dirigido por João Fonseca (...) oferece a magnetizante experiência de uma história bem contada, três dezenas de canções que nem o tempo pôde esgotar o prazo de validade e um ator em estado de graça. Oferta tão poderosa que aliena o risco aberto aos espetáculos de temperamento popular quando eles duram mais de 1h30. Fixação que o próprio teatro se submeteu ao longo dos últimos anos, sob a alegação de que, mais longos que isso, o público rejeita. Não aparece ou vai embora. (...) Quem viu e se surpreendeu com o desempenho do mineiro Daniel de Oliveira em 'Cazuza, o tempo não para', se surpreenderá mais com a performance de Emílio Dantas (...) a rara disponibilidade de ator, a inacreditável semelhança da voz e do tipo físico do biografado. Uma interpretação que surpreende inclusive por não haver gerado prêmios – onde estavam os jurados?"
Alessandro Moura, do Rio no Teatro, destacou que o espetáculo "é uma grata surpresa que exalta a qualidade do teatro musical brasileiro. Emilio Dantas brilha, comove, nos faz rir e ganha a plateia desde sua primeira entrada de cena. Um ator como poucos, dono de um carisma contagiante e de um trabalho fenomenal. Assustador o trabalho vocal, de corpo, de gestos e o cuidado que Dantas tem com a construção de seu 'Cazuza'. Um desafio proposto, um público que comovido canta junto as belezas da poesia e da vida de um ídolo.
A cenografia de Nello Marrese favorece a direção de João Fonseca que atua com todos os planos, passeia pelo espaço e constrói novos universos a cada segundo. Tudo é prático e usual. Nada está ali por acaso. E o show está no palco, não no sobe e desce de cenários monstruosos. A poesia está presente no cenário, ali, tatuadas em cada parte, fica diante de nossos olhos e nos pés daqueles que contam e cantam trechos da vida do personagem título."